# Lipoatròfia
La lipoatròfia és el terme que descriu la pèrdua localitzada de teixit adipós. Això pot produir-se com a resultat d'injeccions subcutànies d'insulina en el tractament de la diabetis, de l'ús d'hormona del creixement humana o d'injeccions subcutànies de copaxona utilitzades per al tractament de l'esclerosi múltiple. La lipoatròfia es produeix en la lipodistròfia associada al VIH, una de les quals és una reacció adversa a fàrmacs associada a alguns medicaments antiretrovirals. Una forma especial de lipoatròfia lligada a camps electromagnètics és la lipoatròfia semicircular.
Un terme més general per a una afecció anormal o degenerativa del teixit adipós de tot el cos és la lipodistròfia.